# 2017 у футболі
Нижче наведені футбольні події 2017 року у всьому світі.

## Змагання
- 13 — 22 січня: Центральноамериканський кубок 2017 в Панамі
  - :  Гондурас
  - :  Панама
  - :  Сальвадор
  - 4:  Коста-Рика

- 14 січня — 5 лютого: Кубок африканських націй 2017 в Габоні
  - :  Камерун
  - :  Єгипет
  - :  Буркіна-Фасо
  - 4:  Гана

- 20 травня — 11 червня: Молодіжний чемпіонат світу з футболу 2017 у Південній Кореї
  - :  Англія
  - :  Венесуела
  - :  Італія
  - 4:  Уругвай

- 16 — 30 червня: Молодіжний чемпіонат Європи з футболу 2017 у Польщі
  - :  Німеччина
  - :  Іспанія

- 17 червня — 2 липня: Кубок конфедерацій у Росії
  - :  Німеччина
  - :  Чилі
  - :  Португалія
  - 4:  Мексика

- 2 — 15 липня: Юнацький чемпіонат Європи з футболу (U-19) 2017 у Грузії
  - :  Англія
  - :  Португалія

- 7 — 26 липня: Золотий кубок КОНКАКАФ 2017 у США
  - :  США
  - :  Ямайка

- 6 — 16 грудня: Клубний чемпіонат світу з футболу 2017 в ОАЕ
  - : Реал Мадрид
  - : Греміо
  - : Пачука

## Нагороди
- 23 жовтня оголошено лауреатів Нагороди ФІФА для найкращих 2017. Найкращим гравцем визнано Кріштіану Роналду, найкращим тренером — Зінедіна Зідана[1].
- 7 грудня — Кріштіану Роналду уп'яте став володарем нагороди «Золотий м'яч»[2].